# Ochthebius faustinus
Ochthebius faustinus är en skalbaggsart som beskrevs av Armand D'Orchymont 1940. Ochthebius faustinus ingår i släktet Ochthebius och familjen vattenbrynsbaggar. Inga underarter finns listade i Catalogue of Life.